# Hamburg European Open 2021
Hamburg European Open 2021 là một giải quần vợt nam và nữ thi đấu trên mặt sân đất nện. Đây là lần thứ 115 (nam) và lần thứ 19 (nữ) giải đấu được tổ chức, sau lần cuối giải nữ được tổ chức vào năm 2002. Giải đấu là một phần của WTA 250 trong WTA Tour 2021 và ATP Tour 500 trong ATP Tour 2021. Giải đấu diễn ra tại Am Rothenbaum ở Hamburg, Đức từ ngày 6 đến ngày 18 tháng 7 năm 2021.

## Nội dung đơn ATP

### Hạt giống
| Quốc gia | Tay vợt              | Xếp hạng1 | Hạt giống |
| -------- | -------------------- | --------- | --------- |
| GRE      | Stefanos Tsitsipas   | 4         | 1         |
| ESP      | Pablo Carreño Busta  | 13        | 2         |
| GEO      | Nikoloz Basilashvili | 28        | 3         |
| ESP      | Albert Ramos Viñolas | 39        | 4         |
| SRB      | Dušan Lajović        | 42        | 5         |
| SRB      | Filip Krajinović     | 44        | 6         |
| GER      | Jan-Lennard Struff   | 45        | 7         |
| FRA      | Benoît Paire         | 46        | 8         |

- 1 Bảng xếp hạng vào ngày 28 tháng 6 năm 2021.[3]

### Vận động viên khác
Đặc cách:
- Daniel Altmaier
- Philipp Kohlschreiber
- Nicola Kuhn
- Stefanos Tsitsipas

Vượt qua vòng loại:
- Maximilian Marterer
- Alex Molčan
- Thiago Seyboth Wild
- Carlos Taberner
- Juan Pablo Varillas
- Zhang Zhizhen

Thua cuộc may mắn:
- Sebastián Báez
- Sumit Nagal

### Rút lui
Trước giải đấu
- Pablo Andújar → thay thế bởi  Sumit Nagal
- Félix Auger-Aliassime → thay thế bởi  Lucas Pouille
- Aljaž Bedene → thay thế bởi  Sebastián Báez
- Márton Fucsovics → thay thế bởi  Gianluca Mager
- Aslan Karatsev → thay thế bởi  Corentin Moutet
- Lorenzo Sonego → thay thế bởi  Ričardas Berankis

## Nội dung đôi ATP

### Hạt giống
| Quốc gia | Tay vợt          | Quốc gia | Tay vợt       | Xếp hạng1 | Hạt giống |
| -------- | ---------------- | -------- | ------------- | --------- | --------- |
| GER      | Kevin Krawietz   | ROU      | Horia Tecău   | 41        | 1         |
| GER      | Tim Pütz         | NZL      | Michael Venus | 55        | 2         |
| NED      | Matwé Middelkoop | MON      | Hugo Nys      | 83        | 3         |
| BIH      | Tomislav Brkić   | SRB      | Nikola Ćaćić  | 102       | 4         |

- 1 Bảng xếp hạng vào ngày 28 tháng 6 năm 2021.

### Vận động viên khác
Đặc cách:
- Daniel Altmaier /  Rudolf Molleker
- Petros Tsitsipas /  Stefanos Tsitsipas

Bảo toàn thứ hạng:
- Ričardas Berankis /  Lu Yen-hsun

Vượt qua vòng loại:
- Alessandro Giannessi /  Carlos Taberner

Thua cuộc may mắn:
- Ruben Gonzales /  Hunter Johnson

### Rút lui
Trước giải đấu
- Luke Bambridge /  Dominic Inglot → thay thế bởi  Ruben Gonzales /  Hunter Johnson
- Simone Bolelli /  Máximo González → thay thế bởi  Ivan Sabanov /  Matej Sabanov
- Sander Gillé /  Joran Vliegen → thay thế bởi  Sander Gillé /  Divij Sharan
- Marcel Granollers /  Horacio Zeballos → thay thế bởi  James Cerretani /  Hans Hach Verdugo
- Oliver Marach /  Philipp Oswald → thay thế bởi  N.Sriram Balaji /  Luca Margaroli

Trong giải đấu
- Filip Krajinović /  Dušan Lajović

## Nội dung đơn WTA

### Hạt giống
| Quốc gia | Tay vợt           | Xếp hạng1 | Hạt giống |
| -------- | ----------------- | --------- | --------- |
| UKR      | Dayana Yastremska | 38        | 1         |
| KAZ      | Yulia Putintseva  | 43        | 2         |
| SLO      | Tamara Zidanšek   | 47        | 3         |
| USA      | Danielle Collins  | 48        | 4         |
| FRA      | Fiona Ferro       | 51        | 5         |
| SUI      | Jil Teichmann     | 55        | 6         |
| USA      | Bernarda Pera     | 74        | 7         |
| FRA      | Caroline Garcia   | 76        | 8         |

- 1 Bảng xếp hạng vào ngày 28 tháng 6 năm 2021.

### Vận động viên khác
Đặc cách:
- Mona Barthel
- Tamara Korpatsch
- Jule Niemeier

Vượt qua vòng loại:
- Marina Melnikova
- Mandy Minella
- Elena-Gabriela Ruse
- Anna Zaja

Thua cuộc may mắn:
- Kristína Kučová

### Rút lui
Trước giải đấu
- Paula Badosa → thay thế bởi  Kristýna Plíšková
- Sorana Cîrstea → thay thế bởi  Irina Bara
- Alizé Cornet → thay thế bởi  Kristína Kučová
- Varvara Gracheva → thay thế bởi  Andrea Petkovic
- Tereza Martincová → thay thế bởi  Ana Konjuh
- Laura Siegemund → thay thế bởi  Ysaline Bonaventure
- Sara Sorribes Tormo → thay thế bởi  Astra Sharma
- Patricia Maria Țig → thay thế bởi  Magdalena Fręch
- Zhang Shuai → thay thế bởi  Anna-Lena Friedsam

## Nội dung đôi WTA

### Hạt giống
| Quốc gia | Tay vợt          | Quốc gia | Tay vợt         | Xếp hạng1 | Hạt giống |
| -------- | ---------------- | -------- | --------------- | --------- | --------- |
| BLR      | Lidziya Marozava | CZE      | Renata Voráčová | 189       | 1         |
| FRA      | Elixane Lechemia | USA      | Ingrid Neel     | 203       | 2         |
| GER      | Vivian Heisen    | POL      | Alicja Rosolska | 207       | 3         |
| JPN      | Miyu Kato        | POL      | Katarzyna Piter | 211       | 4         |

- 1 Bảng xếp hạng vào ngày 28 tháng 6 năm 2021.

### Vận động viên khác
Đặc cách:
- Eva Lys /  Noma Noha Akugue

## Nhà vô địch

### Đơn nam
- Pablo Carreño Busta đánh bại  Filip Krajinović, 6–2, 6–4

### Đơn nữ
- Elena-Gabriela Ruse đánh bại  Andrea Petkovic, 7–6(8–6), 6–4

### Đôi nam
- Tim Pütz /  Michael Venus đánh bại  Kevin Krawietz /  Horia Tecău 6–3, 6–7(3–7), [10–8].

### Đôi nữ
- Jasmine Paolini /  Jil Teichmann đánh bại  Astra Sharma /  Rosalie van der Hoek 6–0, 6–4